# Сурпени (Олт)
Сурпени (рум. Surpeni) насеље је у Румунији у округу Олт у општини Побору. Oпштина се налази на надморској висини од 282 m.

## Становништво
Према подацима из 2002. године у насељу је живело 69 становника, од којих су сви румунске националности.